# Zaedyus
Zaedyus és un gènere extint de mamífers cingulats de la família dels clamifòrids. Conté una sola espècie vivent, l'armadillo de la Patagònia (Z. pichiy), així com diverses espècies extintes que es remunten fins al Miocè superior, fa aproximadament 8 milions d'anys. La seva distribució abasta l'Argentina, Bolívia i Xile.  Les fonts discrepen sobre l'etimologia del nom genèric Zaedyus: n'hi ha que el glossen com a ‘molt revestit’ i d'altres que el glossen com a ‘molt agradable’, segons si interpreten l'ètim edyus com una forma conjugada del verb grec antic δύω (dio) o com l'adjectiu grec ἡδύς (edís), respectivament.